# Glimt fra statsisbryderen Thor’s togt vintrene 1940-41
|  | Denne artikel er oprettet af botten Steenthbot ud fra en ekstern database. Den kan derfor have sproglige fejl eller mangler. Denne skabelon kan fjernes efter kontrol af indholdet. |

Glimt fra statsisbryderen Thor’s togt vintrene 1940-41 er en dansk dokumentarisk optagelse fra 1941.

## Handling
Vintrene 1940/41 i danske farvande.